# Ödeshögs missionsförsamlings sångkör
Ödeshögs missionsförsamlings sångkör var en blandad kör och kyrkokör i Ödeshögs missionsförsamling, Ödeshög som bildades 1919. Oscar Gustafsson var en av grundarna till kören och var ordförande i den.